# Sedum magellense
Sedum magellense är en fetbladsväxtart som beskrevs av Michele Tenore. Sedum magellense ingår i Fetknoppssläktet som ingår i familjen fetbladsväxter. Inga underarter finns listade i Catalogue of Life.